# Крутцовская волость (Балашовский уезд)
Крутцовская волость — административно-территориальная единица в составе Балашовского уезда Саратовской губернии.

## Состав на 1913 год
Население составило 4 011 человек. Волость включала 5 населённых пунктов, в том числе 1 село, 4 деревени.
- село Крутец — 807 человек
- деревня Натальина — 361 человек
- деревня Полухина — 1 058 человек
- деревня Львовка — 983 человека
- деревня Ольгино — 802 человека

## Примечание
- Список населенных мест Саратовской губернии. Балашовский уезд.